# Правосудие

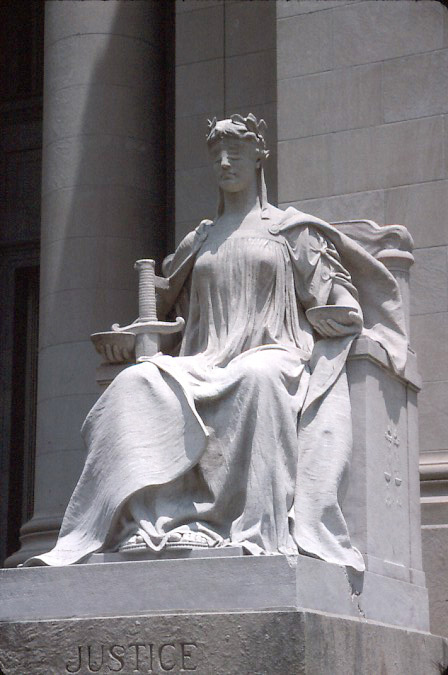
Богиня Юстиция — изображает правосудие как обладательницу трех символов: меча, символизирующего принудительную власть суда; чаши весов в каждой руке, взвешивающие людские дела; с завязанными глазами — символом беспристрастного вынесения решений.

Правосу́дие (юстиция) — вид правоохранительной и правоприменительной деятельности, в результате которой реализуется (проявляется) судебная власть.
Символ правосудия — Весы.

## Определение и задачи правосудия
По определению В. И. Даля, «правосудие» — «правый суд, решение по закону, по совести, … правда». С. И. Ожегов определил правосудие более ограничительно как «деятельность судебных органов». В словаре Д. Н. Ушакова под правосудием понимается и «деятельность судебных органов, основанная на законе» и «судебная деятельность государства (юстиция)» вообще.
Судьи, рассматривая и разрешая конкретные споры, осуществляют толкование норм права (в том числе за счет конкретизации оценочных категорий и понятий), пользуясь предоставленным им правом судейского усмотрения. Среди как правоведов, так и практикующих юристов существуют разногласия по вопросу о том, насколько свободно судьи могут толковать право. При этом противопоставляются юридический позитивизм (судейская сдержанность), заключающийся в применении судами при разрешении дел только норм закона, без учета общих принципов права, и судебный активизм, при котором судьи выступают с радикальных позиций, выходя за пределы действующего закона. Юридический позитивизм критикуется за то, что он приводит к «механическому» подходу к правосудию, игнорированию принципов справедливости, в то время как судебный активизм критикуется за то, что судьи подменяют законодателей, умаляя значение закона как регулятора общественных отношений.

## Принципы правосудия
Законодательство большинства государств предусматривает, что правосудие может осуществляться только судами в соответствии с их установленной подсудностью, в установленные сроки и с соблюдением определенных правил; дела должны рассматриваться независимыми и беспристрастными судьями; суд должен соблюдать общие принципы справедливости, гласности и состязательности судопроизводства; судебные решения подлежат обязательному исполнению.